# Adelayo Adedayo
Adelayo Adedayo (ur. 18 grudnia 1988 w Dagenham, Londyn) – brytyjska aktorka filmowa i telewizyjna pochodzenia nigeryjskiego. Znana głównie z roli Rachel Hargreaves w serialu „Policjant” (po ang. The Responder) oraz Dionne Ofori w brytyjskim dramacie „Supacell”

## Wczesne Życie
Adedayo urodziła się 18 grudnia 1988 roku w Dagenham w Anglii. Jest pochodzenia nigeryjskiego i dorastała w Dagenham. Kształciła się w Identity School of Acting, jednocześnie studiując prawo na Brunel University.

## Kariera
Adedayo zadebiutowała na ekranie w 2007 roku w serialu The Bill. Jej pierwszą rolą filmową była postać Kerry w filmie Sket (2011). 
W latach 2012–2014 wcielała się w rolę Vivy Bennett w serialu komediowym BBC Three Some Girls. Następnie, w latach 2017–2019, grała Lauren w serialu ITV2 Timewasters. 
W 2022 roku wystąpiła jako początkująca policjantka Rachel Hargreaves w serialu BBC One The Responder, gdzie partnerowała Martinowi Freemanowi. 
27 czerwca 2024 roku na platformie Netflix ukazał się serial „Supacell”, w którym zagrała główną rolę Dionne Ofori, pracownicy socjalnej oraz narzeczonej Micheala odgrywanego przez Tosina Cole.

## Filmografia

### Film
- 2011: Sket jako Kerry
- 2013: Gone Too Far! jako Paris
- 2017: Tożsamość Zdrajcy jako Noma

### Serial
- 2007: The Bill jako Estelle Makobi (1 odcinek)
- 2010: Skins jako Andrea (1 odcinek)
- 2011: M.I. High jako Agent Suki (1 odcinek)
- 2012–2014: Some Girls jako Viva Bennett (główna rola; 18 odcinków)
- 2014: Law & Order: UK jako Kayla (Seria 8)
- 2017–2019: Timewasters jako Lauren (główna rola)
- 2018: Origin jako Agnes "Lee" Lebachi (rola powracająca)
- 2019: Obserwowani jako Alma Dahmani (rola powracająca)
- 2022: The Responder jako Rachel Hargreaves (rola powracająca)
- 2024: Supacell jako Dionne (główna rola)
- 2024: Policjant (The Responder) jako Rachel Hargreaves (główna rola)

## Nagrody i nominacje
W 2023 roku Adelayo Adedayo została nominowana do nagrody British Academy Television Award za rolę w serialu The Responder.